# Rim Masters
Rim Masters (sponzor Banca Nazionale del Lavoro d'Italia) je muški i ženski teniski turnir koji se održava u glavnom gradu Italije, Rimu tijekom drugog tjedna mjeseca svibnja. Najprestižniji je zemljani turnir nakon Roland Garrosa.
U muškoj konkurenciji turnir je dio turneje Masters 1000, a u ženskoj konkurenciji pripada turnirima Premier 5. 

## Povijest
- od 1930. do 1934. godine turnir se održavao u Milanu, a od 1935. igra se u Rimu
- od 1936. do 1949. godine turnir se nije održavao; natjecanje je nastavljeno 1950.
- 1969. godine s početkom "Open ere" u tenisu, na turniru su počeli sudjelovati profesionalni igrači/-ce.
- između 1970. i 1989. godine turnir je dio serije Grand Prix Championship
- 1990. godine postaje dio serije jednotjednih turnira ATP Championship

## Rekordi

### Tenisači
- najviše naslova :  Rafael Nadal (7 naslova)
- najviše finala :   Rafael Nadal (9 finala)
- najviše uzastopnih naslova :  Rafael Nadal (3 naslova, 2005. – 07.)

### Tenisačice
- najviše naslova  :  Chris Evert (5 naslova)
- najviše finala :  Chris Evert (7 finala)
- najviše uzastopnih naslova:  Conchita Martínez (4 naslova, 1993. – 96.)

## Statistika turnira
| Godina        | Pobjednik               | Parovi                              | Pobjednica                  | Parovi                                  |                         |
| ------------- | ----------------------- | ----------------------------------- | --------------------------- | --------------------------------------- | ----------------------- |
| 1930.         | Bill Tilden             |                                     | Lilí de Álvarez             |                                         |                         |
| 1931.         | George Patrick Hughes   |                                     | Lucia Valerio               |                                         |                         |
| 1932.         | André Merlin            |                                     | Ida Adamoff                 |                                         |                         |
| 1933.         | Emanuele Sartorio       |                                     | Elizabeth Ryan              |                                         |                         |
| 1934.         | Giovanni Palmieri       |                                     | Helen Jacobs                |                                         |                         |
| 1935.         | Wilmer Hines            |                                     | Hilde Krahwinkel Sperling   |                                         |                         |
| 1936. – 1949. | Turnir se nije održavao | Turnir se nije održavao             | Turnir se nije održavao     | Turnir se nije održavao                 | Turnir se nije održavao |
| 1950.         | Jaroslav Drobný         |                                     | Annelies Ullstein-Bossi     |                                         |                         |
| 1951.         | Jaroslav Drobný         |                                     | Doris Hart                  |                                         |                         |
| 1952.         | Frank Sedgman           |                                     | Susan Partridge             |                                         |                         |
| 1953.         | Jaroslav Drobný         |                                     | Doris Hart                  |                                         |                         |
| 1954.         | Budge Patty             |                                     | Maureen Connolly Brinker    |                                         |                         |
| 1955.         | Fausto Gardini          |                                     | Patricia Ward Hales         |                                         |                         |
| 1956.         | Lew Hoad                |                                     | Althea Gibson               |                                         |                         |
| 1957.         | Nicola Pietrangeli      |                                     | Shirley Bloomer Brasher     |                                         |                         |
| 1958.         | Mervyn Rose             |                                     | Maria Bueno                 |                                         |                         |
| 1959.         | Luis Ayala              |                                     | Christine Truman Janes      |                                         |                         |
| 1960.         | Barry MacKay            |                                     | Zsuzsa Körmöczy             |                                         |                         |
| 1961.         | Nicola Pietrangeli      |                                     | Maria Bueno                 |                                         |                         |
| 1962.         | Rod Laver               |                                     | Margaret Court              |                                         |                         |
| 1963.         | Marty Mulligan          |                                     | Margaret Court              |                                         |                         |
| 1964.         | Jan-Erik Lundquist      |                                     | Margaret Court              |                                         |                         |
| 1965.         | Marty Mulligan          |                                     | Maria Bueno                 |                                         |                         |
| 1966.         | Tony Roche              |                                     | Ann Haydon Jones            |                                         |                         |
| 1967.         | Marty Mulligan          |                                     | Lesley Turner Bowrey        |                                         |                         |
| 1968.         | Tom Okker               | Tom Okker Marty Riessen             | Lesley Turner Bowrey        |                                         |                         |
| 1969.         | John Newcombe           | finale nije dovršeno                | Julie Heldman               |                                         |                         |
| 1970.         | Ilie Năstase            | Ilie Năstase Ion Ţiriac             | Billie Jean King            |                                         |                         |
| 1971.         | Rod Laver               | John Newcombe Tony Roche            | Virginia Wade               |                                         |                         |
| 1972.         | Manuel Orantes          | Ilie Năstase Ion Ţiriac             | Linda Tuero                 |                                         |                         |
| 1973.         | Ilie Năstase            | John Newcombe Tom Okker             | Evonne Goolagong Cawley     |                                         |                         |
| 1974.         | Björn Borg              | Brian Gottfried Raúl Ramírez        | Chris Evert                 |                                         |                         |
| 1975.         | Raúl Ramírez            | Brian Gottfried Raúl Ramírez        | Chris Evert                 |                                         |                         |
| 1976.         | Adriano Panatta         | Brian Gottfried Raúl Ramírez        | Mima Jaušovec               |                                         |                         |
| 1977.         | Vitas Gerulaitis        | Brian Gottfried Raúl Ramírez        | Janet Newberry Wright       |                                         |                         |
| 1978.         | Björn Borg              | Victor Pecci Belus Prajoux          | Regina Maršíková            |                                         |                         |
| 1979.         | Vitas Gerulaitis        | Peter Fleming Tomáš Šmíd            | Tracy Austin                |                                         |                         |
| 1980.         | Guillermo Vilas         | Mark Edmondson Kim Warwick          | Chris Evert                 | Hana Mandlíková Renáta Tomanová         |                         |
| 1981.         | José-Luis Clerc         | Hans Gildemeister Andrés Gómez      | Chris Evert                 | Candy Reynolds Paula Smith              |                         |
| 1982.         | Andrés Gómez            | Heinz Günthardt Balázs Taróczy      | Chris Evert                 | Kathleen Horvath Yvonne Vermaak         |                         |
| 1983.         | Jimmy Arias             | Francisco González Víctor Pecci     | Andrea Temesvári            | Virginia Ruzici Virginia Wade           |                         |
| 1984.         | Andrés Gómez            | Ken Flach Robert Seguso             | Manuela Maleeva             | Iva Budařová Helena Suková              |                         |
| 1985.         | Yannick Noah            | Anders Järryd Mats Wilander         | Raffaella Reggi             | Sandra Cecchini Raffaella Reggi         |                         |
| 1986.         | Ivan Lendl              | Guy Forget Yannick Noah             | Finale nije održano         | Finale nije održano                     |                         |
| 1987.         | Mats Wilander           | Guy Forget Yannick Noah             | Steffi Graf                 | Martina Navrátilová Gabriela Sabatini   |                         |
| 1988.         | Ivan Lendl              | Jorge Lozano Todd Witsken           | Gabriela Sabatini           | Jana Novotná Catherine Suire            |                         |
| 1989.         | Alberto Mancini         | Jim Courier Pete Sampras            | Gabriela Sabatini           | Elizabeth Smylie Janine Thompson        |                         |
| 1990.         | Thomas Muster           | Sergio Casal Emilio Sánchez         | Monika Seleš                | Helen Kelesi Monika Seleš               |                         |
| 1991.         | Emilio Sánchez          | Omar Camporese Goran Ivanišević     | Gabriela Sabatini           | Jennifer Capriati Monika Seleš          |                         |
| 1992.         | Jim Courier             | Jakob Hlasek Marc Rosset            | Gabriela Sabatini           | Monika Seleš Helena Suková              |                         |
| 1993.         | Jim Courier             | Jacco Eltingh Paul Haarhuis         | Conchita Martínez           | Jana Novotná Arantxa Sánchez Vicario    |                         |
| 1994.         | Pete Sampras            | Jevgenij Kafeljnikov David Rikl     | Conchita Martínez           | Gigi Fernández Nataša Zvereva           |                         |
| 1995.         | Thomas Muster           | Cyril Suk Daniel Vacek              | Conchita Martínez           | Gigi Fernández Nataša Zvereva           |                         |
| 1996.         | Thomas Muster           | Byron Black Grant Connell           | Conchita Martínez           | Arantxa Sánchez Vicario Irina Spîrlea   |                         |
| 1997.         | Àlex Corretja           | Mark Knowles Daniel Nestor          | Mary Pierce                 | Nicole Arendt Manon Bollegraf           |                         |
| 1998.         | Marcelo Ríos            | Mahesh Bhupathi Leander Paes        | Martina Hingis              | Virginia Ruano Paola Suárez             |                         |
| 1999.         | Gustavo Kuerten         | Ellis Ferreira Rick Leach           | Venus Williams              | Martina Hingis Ana Kurnjikova           |                         |
| 2000.         | Magnus Norman           | Martin Damm Dominik Hrbatý          | Monika Seleš                | Lisa Raymond Rennae Stubbs              |                         |
| 2001.         | Juan Carlos Ferrero     | Wayne Ferreira Jevgenij Kafeljnikov | Jelena Dokić                | Cara Black Jelena Lihovčeva             |                         |
| 2002.         | Andre Agassi            | Martin Damm Cyril Suk               | Serena Williams             | Virginia Ruano Pascual Paola Suárez     |                         |
| 2003.         | Félix Mantilla          | Wayne Arthurs Paul Hanley           | Kim Clijsters               | Svetlana Kuznjecova Martina Navrátilová |                         |
| 2004.         | Carlos Moyá             | Mahesh Bhupathi Max Mirnyi          | Amélie Mauresmo             | Nadja Petrova Meghann Shaughnessy       |                         |
| 2005.         | Rafael Nadal            | Michaël Llodra Fabrice Santoro      | Amélie Mauresmo             | Cara Black Liezel Huber                 |                         |
| 2006.         | Rafael Nadal            | Mark Knowles Daniel Nestor          | Martina Hingis              | Daniela Hantuchová Ai Sugiyama          |                         |
| 2007.         | Rafael Nadal            | Fabrice Santoro Nenad Zimonjić      | Jelena Janković             | Nathalie Dechy Mara Santangelo          |                         |
| 2008.         | Novak Đoković           | Bob Bryan Mike Bryan                | Jelena Janković             | Chan Yung-jan Chuang Chia-jung          |                         |
| 2009.         | Rafael Nadal            | Daniel Nestor Nenad Zimonjić        | Dinara Safina               | Hsieh Su-Wei Peng Shuai                 |                         |
| 2010.         | Rafael Nadal            | Bob Bryan Mike Bryan                | María José Martínez Sánchez | Gisela Dulko Flavia Pennetta            |                         |
| 2011.         | Novak Đoković           | John Isner Sam Querrey              | Marija Šarapova             | Peng Shuai Zheng Jie                    |                         |
| 2012.         | Rafael Nadal            | Marcel Granollers Marc López        | Marija Šarapova             | Sara Errani Roberta Vinci               |                         |

## Vanjska poveznica
- Službena stranica  Arhivirana inačica izvorne stranice od 11. veljače 2011. (Wayback Machine)